# 2851 Харбін
2851 Харбін (2851 Harbin) — астероїд головного поясу, відкритий 30 жовтня 1978 року.
Тіссеранів параметр щодо Юпітера — 3,453.